# Schronisko w Ostańcu Pierwsze
Schronisko w Ostańcu Pierwsze, Schronisko w Ostańcu na Świniuszce I – jaskinia na wzniesieniu Świniuszka, we wsi Rodaki, w gminie Klucze, w powiecie olkuskim, w województwie małopolskim. Wzniesienie to należy do mikroregionu Pasmo Niegowonicko-Smoleńskie na Wyżynie Częstochowskiej będącej częścią Wyżyny Krakowsko-Częstochowskiej.

## Opis obiektu
Na Świniuszce jest równoleżnikowy pas skał. W jego wschodniej części, u podstawy ostańca znajduje się na szczelinie skalnej Schronisko na Świniuszce Pierwsze. Jest to skalna szczelina, która powstała wskutek grawitacyjnego obsunięcia się skał. Jej początkowy odcinek jest wąski, ale w końcowej części rozszerza się tworząc niewielką salkę, a wysokość szczeliny wzrasta do 2 m.
Szczelina powstała w późnojurajskich wapieniach skalistych. Jej namulisko składa się z wapiennego gruzu i próchnicy. Jest sucha, bez przewiewu, widna tylko do około 2 m od otworu, w głębi jest zupełnie ciemna. Brak roślin i zwierząt.

## Historia poznania i dokumentacji
Schronisko znane było od dawna. Po raz pierwszy wymienili go M. Szelerewicz i A. Górny w 1986 r., ale bez dokładnej lokalizacji i bez planu. Plan opracował A. Polonius w 2009 r.

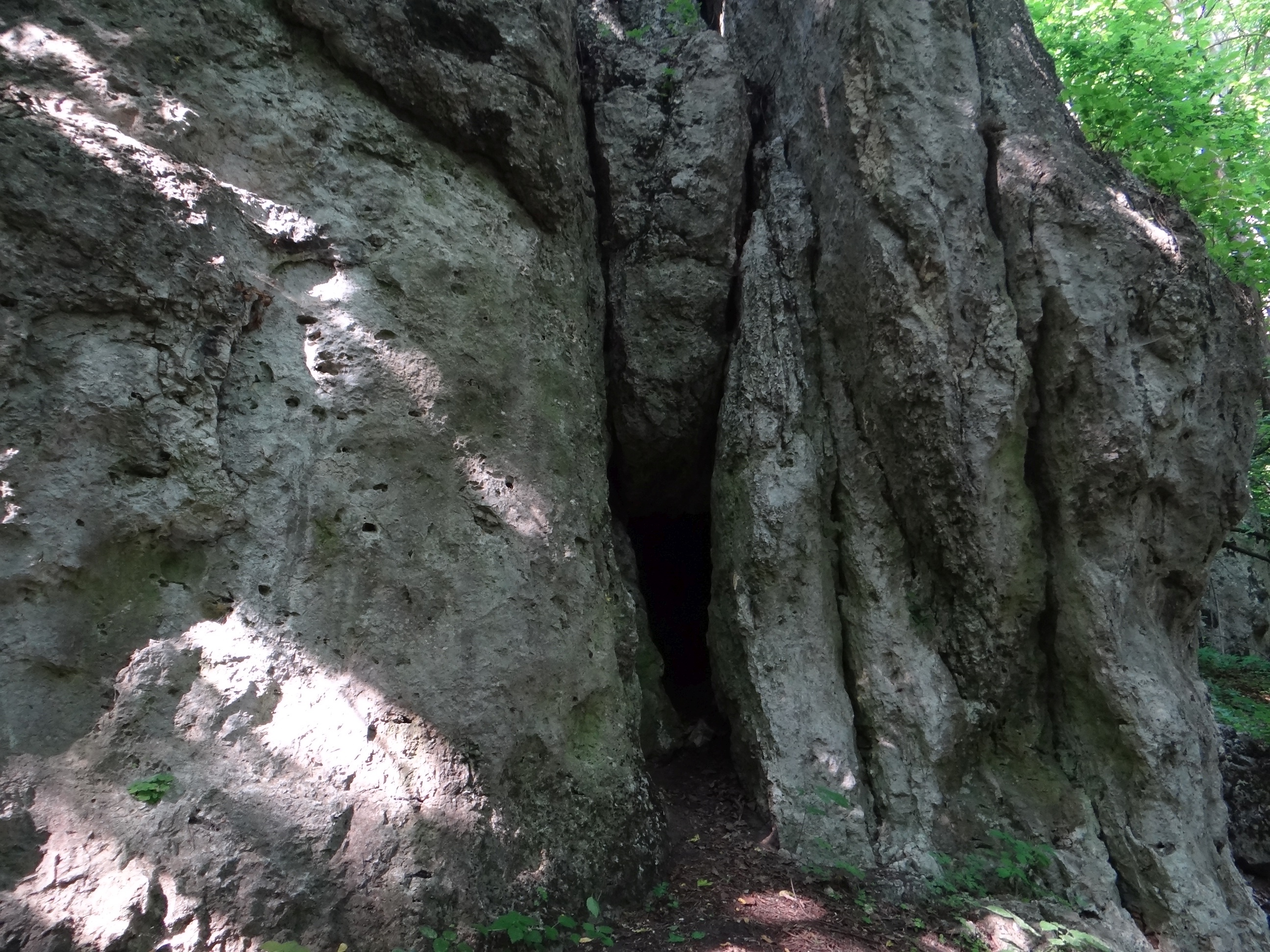
Otwór schroniska
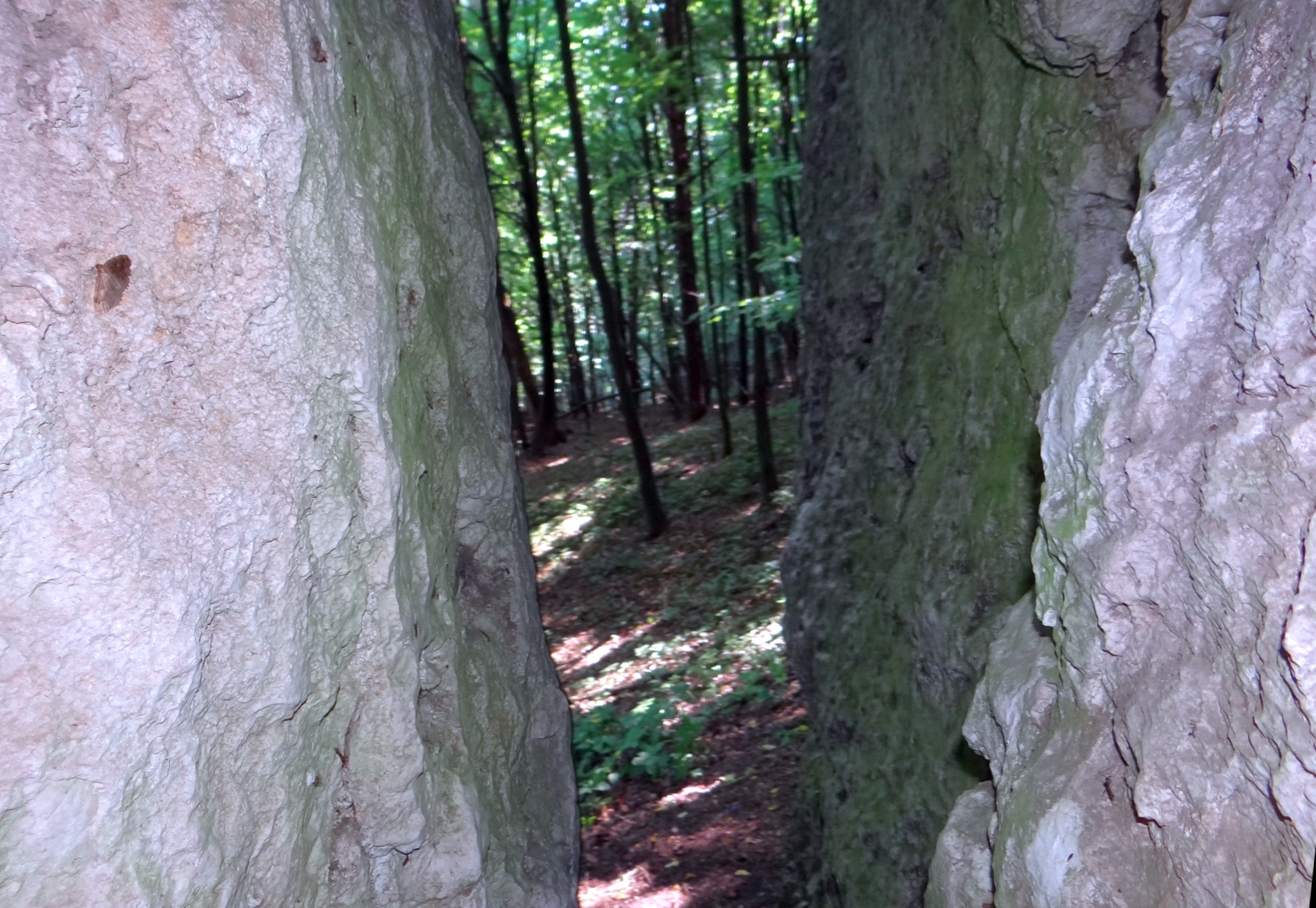
Widok ze schroniska

Na Świniuszce znajduje się jeszcze kilka innych jaskiń: Jaskinia na Świniuszce, Jaskinia Niska w Świniuszce, Jaskinia w Rodakach, Schronisko na Świniuszce, Schronisko w Ostańcu Drugie. Wchodzą w skład geostanowiska Skały na Górze Świniuszka.